# Cama de perdiu (grup de bolets)
Les cames de perdiu són bolets del grup de les pampes i pertanyen al gènere Chroogomphus. Es caracteritzen per presentar un barret de color força variat, sovint fosc, de superfície viscosa o glutinosa com la d’un molleric; làmines decurrents i de fosques a negres en la maduresa; cama allargada i de groguenca a color d’aram. Sempre creixen vora coníferes; probablement parasiten el miceli de mollerics o fetjons micorrízics.

## Les espècies de cames de perdiu

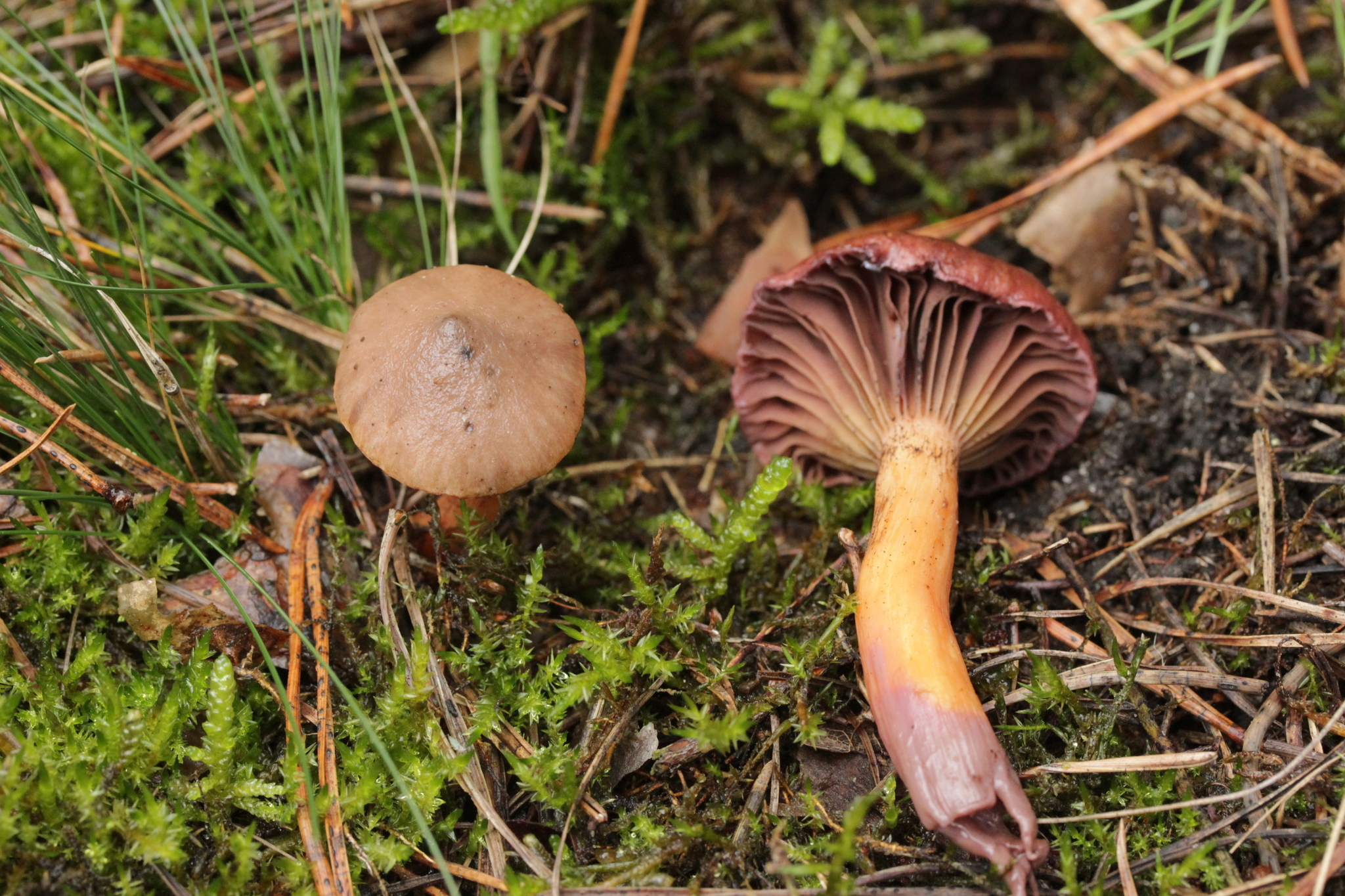
Bitxac (Chroogomphus mediterraneus)

- Chroogomphus rutilus, cama de perdiu
- Chroogomphus mediterraneus, bitxac o bec de perdiu
- Chroogomphus fulmineus, cama de perdiu fulmínia
- Chroogomphus helveticus, cama de perdiu helvètica